# Erycesta hertingi
Erycesta hertingi là một loài ruồi trong họ Tachinidae.